# Gennaro Gattuso
Gennaro Ivan „Rino“ Gattuso (9. leden 1978 v Corigliano Calabro, Itálie) je italský fotbalový trenér a bývalý fotbalista.
Přezdívku Rino získal díky své agresivní hře v dobách kdy působil v Perugii. Největší úspěchy sbíral jako hráč Milána. V dresu Rossoneri odehrál za 13 sezon (1999 až 2012) 468 utkání a vstřelil 11 branek. Vyhrál dva tituly (2003/04, 2010/11), jeden domácí pohár (2002/03), dva italské superpoháry (2004, 2011), dva poháry LM (2002/03, 2006/07), dva evropské superpoháry (2003, 2007) a jeden pohár MSK (2007).
Za reprezentaci Itálie se v letech 2000 až 2010 zúčastnil tří šampionátů MS (2002, vítězný 2006 a 2010). Dále se zúčastnil dvou šampionátů ME (2004, 2008) a jednoho turnaje Konfederační pohár FIFA (2009). V Miláně je zařazen do síně slávy .
Website Inside World Soccer jej zařadil na 6. místo v žebříčku nečistě hrajících fotbalistů.
V prosinci 2013 byl vyšetřován italskou policií pro účast v sázkařské kauze, v září 2014 byl zproštěn obvinění.

## Přestupy
- z Perugia do Rangers zadarmo
- z Rangers do Salernitana za 4 700 000 Euro
- z Salernitana do Milán za 8 000 000 Euro
- z Milán do Sion zadarmo

## Hráčská kariéra

### Klubová

#### Perugia
Ve dvanácti letech začal hrát fotbal za Perugii. První utkání v sezoně 1995/96 10. března proti Palermu (1:0). V sezoně 1996/97 hrál nejvyšší ligu a v ní debutoval 22. prosince proti Boloni (0:0) . Za dvě sezony celkem odehrál 10 utkání a pak odešel zadarmo do Skotského klubu Rangers FC. Odchod nebyl tak snadný, vzhledem k odporu vedoucích klubů Perugia. Fotbalista nakonec utekl ze sportovního centra.

#### Rangers
Do hlavního města Skotska přichází v dubnu 1997, nemohl hrát dva měsíce, kvůli převodu hráče .
Ve Skotské lize se Rino ukázal jako velký bojovník v tvrdé lize který vyhovoval jeho charakteristikám. Debut si odbyl 4. srpna 1997 v ligovém zápase proti Hearts (3–1) a v evropských pohárech 15. září 1997 v utkání Poháru UEFA proti Štrasburku (2:1) . V odvetě vstřelil první branku v dresu Rangers FC, bylo to 30. září, ale zápas skončil (1:2)  a tak byli vyřazeni. Stal se idolem skotských fanoušků, dali mu přezdívku Braveheart. Sezóna končí druhým místem v lize a porážkou ve finále v domácím poháru.
Když se rozjíždí nová sezona 1998/99 s novým trenérem Advocaatem na lavičce, je Rino staven do sestavy jako obránce, to se mu nelíbilo a zažádal o přestup . Za klub odehrál celkem 51 zápasů a vstřelil 5 branek.

#### Salernitana
V říjnu 1998 se Rino vrátil do Itálie. Do klubu který sídlí ve městě Salerno. V Salernitaně byl hvězdou a nejlépe placeným fotbalistou. První zápas odehrál 25. října proti Fiorentině (0:4) . Branku vstřelit nedokázal a také nedokázal klub zachránit od sestupu (o 1 bod). Za klub odehrál 25 zápasů.

#### Milán
Do klubu Rossoneri byl doporučován bývalým hráčem Rossoneri Burianim, který pracoval pro Salernitanu. Klub mu přidělil číslo 8 a na dlouhých 13 sezon jej nosil. I tady se stal velkým oblíbencem u fanoušků. Debutoval 15. září v LM proti Chelsea FC (0:0) . V lize odehrál první zápas 18. září proti Bari (1:1) . V polovině sezony nepatřil do základní sestavy, jenže po novém roce 2000 je již stál členem mužstva. První branku vstřelil 12. února do sítě Boloně (3:2) . Klubu pomohl k 3. místu v lize. V LM neprošel klub ze skupiny.
Sezonu 2000/01 Rino pomohl klubu jen na 6. místo v lize a v LM klub skončil v osmifinálové skupině. Následující sezoně se klub umístí na 4. místě v lize a v Poháru UEFA dokráčí s klubem do semifinále kde nestačil na německou Borusii Dortmund.
V sezóně 2002/03 je pro Rina vítězná. Patřil do základní sestavy klubu, který vyhrál LM. Ve finále zvítězil na penalty nad Juventusem . Vyhrál také domácí pohár proti Římu (4:1, 2:2).
Následující sezoně 2003/04 odehrál 33 utkání ze 34 možných v lize a pomohl klubu vyhrát titul. V sezoně vstřelí i první branku za Rossoneri, stalo se to proti Perugii 21. září 2003 . Vyhrál i v Evropský superpohár nad Portem (1:0). V domácím superpoháru i v Interkontinentální poháru ale prohrál. V LM byl vyřazen ve čtvrtfinále španělskou La Coruňou (4:1, 0:4).
Než se sezona 2004/05 rozběhla, slavil vítězství v domácím superpoháru nad Laziem (3:0) . V lize pomohl k 2. místu a v LM podlehl ve finále nad Liverpoolem až na penalty .
V sezóně 2005/06 skóroval v lize ze 35 utkání 3krát, to byl jeho nejlepší ročník co se týče počtu branek. Rossoneri skončili v tabulce na 3. místě s odečtem 30 bodů za korupci. V LM postoupil s klubem do semifinále, kde jej vyřadila španělská klub Barcelona (0:1, 0:0) . V prosinci 2006 skončil na 14. místě v kategorii Zlatý míč 2006.
Sezona 2006/07 začala odečtem 8 bodů v lize za korupci. Rino pomohl klubu dosáhnout 4. místa v lize. V LM nastoupil 17. října s kapitánskou páskou proti Anderlechtu (1:0) . Dne 23. května pomohl porazit ve finále Luverpool (2:1) .

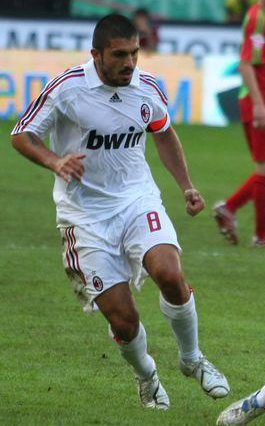
Kapitán v roce 2007

Pro Rina i pro Rossoneri byla sezona 2007/08 špatná. Všechno ale začínalo dobře. V létě zvítězili nad Sevillou (3:1) v Evropském superpoháru . A v zimě s klubem ovládl MS klubů . Jenže v lize klub obsadil až 5. místo, kde chyběli dva body zaručující účast v LM. V LM vyhrál svou skupinu, ale v osmifinále je vyřadil Arsenal (0:0, 0:2).
Sezona 2008/09 byla pro Rina špatná, protože 7. prosince se při utkání s Catanii zranil (zkřížený vaz v koleni). Další zápas odehrál až 31. května proti Fiorentině (2:0) . Klub skončil v lize na 3. místě a v poháru UEFA klub skončil již v prvním vyřazovacím kole.
Dne 22. srpna 2009 v lize sehrál proti Sieně (2:1) 400. zápas za Rossoneri . Nový trenér Leonardo jej během sezony využíval velmi málo. I když byl zdraví odehrál jen 22 utkání. I tak pomohl klubu obsadit 3. místo. V LM si zahrál jen jednou a to v prvním utkání. Pak sledoval zápasy jen z lavičky a sledoval jak Rossoneri vypadli v osmifinále nad Manchesterem (2:3, 0:4).
Příchod nového trenéra Allegriho v sezóně 2010/11 se Rino dokázal vrátit zpět do základní sestavy. V lize s klubem vyhrál 18. titul pro Milán. V sezoně vstřelil svůj poslední gól za Rossoneri. Bylo to dne 14. května 2011 proti Cagliari (4:1) . V LM byl vyřazen v osmifinále, když nad její síly byl Tottenham (0:1, 0:0). Po prvním zápase byl diskvalifikován UEFA za napadení druhého trenéra Jordana (mimochodem hrál za Milán 1981–1983) .
Dne 6. srpna 2011 vyhrál s klubem poslední trofej. Byl to domácí superpohár. Nad městským rivalem Interem se vyhrálo 2:1. Dne 9. srpna při utkání v lize proti Laziu, musel opustit hřiště kvůli problémům vidění . Následně mu byla nalezena porucha odtahovacího nervu , kvůli čemuž musel pozastavit hráčskou kariéru. Nastoupil až 17. března proti Parmě (2:0) na poslední minutu utkání . Dne 11. května 2012 se Rino po schůzce s Gallianim rozhodl opustit klub. Poslední utkání za Rossoneri nastoupil s kapitánskou páskou 13. května proti Novaře (2:1) . Klubu pomohl k 2. místu v lize.
Za Milán hrál 13 sezon a nastoupil do celkem k 468 utkání, kde vstřelil 11 branek.

#### Sion
Novým působištěm se mu stal švýcarský Sion. Debutoval s kapitánskou páskou 15. července 2012 proti Grasshopperu (2:0) . První branku vstřelil 26. září proti Basileji (1:4) . Dne 25. února 2013 byl Rino jmenován hlavním trenérem klubu .
Rino zůstal jako hlavní trenér klubu po dobu jednoho měsíce (jedno vítězství, jedna remíza a dvě porážky). Musel se k němu přidat trenér který má licenci UEFA. Stal se jím Arno Rossini. Dne 13. května byli po porážce 0:5 oba zbaveni trénování . Do konce sezony odehrál celkem 32 utkání a vstřelil jednu branku. Klubu pomohl k 6. místu v lize.

### Reprezentační

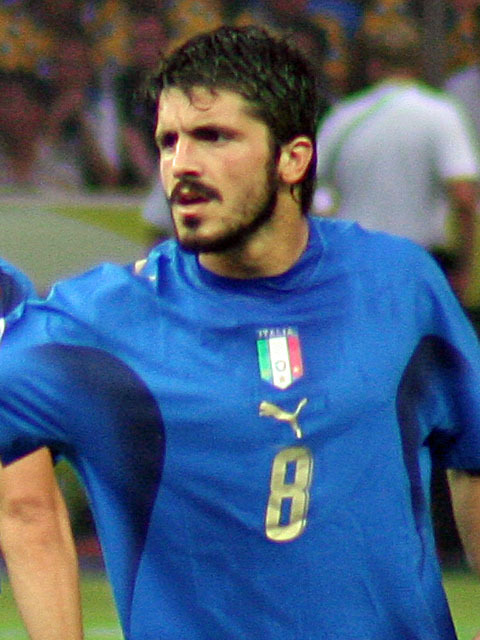
Na MS 2006

#### Juniorská
Rino začal reprezentovat Itálii již na ME U19 1995, kde získal stříbrnou medaili po porážce se Španělskem (1:4). Poté byl členem Itálie U21 na ME U21 2000 kde po vítězství nad Českem (2:1) získal zlatou medaili . Tím se Itálie kvalifikovala na OH 2000, kde vypadla ve čtvrtfinále.

#### Seniorská
Svůj debut za italskou seniorskou reprezentaci měl ve věku 22 let 23. února 2000 proti Švédsku (1:0) . Jedinou branku vstřelil 15. listopadu 2000 proti Anglii (1:0) 
Trenér Giovanni Trapattoni jej nominoval na MS 2002, kde odehrál dva zápasy. Také jej nominoval na ME 2004. I tady odehrál dva zápasy. Nový trenér Marcello Lippi na něj moc sázel a byl oporou záložní řady. Odcestoval na MS 2006 a odehrál tam šest utkání a stal se mistrem světa. Také Roberto Donadoni jej nominoval na ME 2008. Kapitánskou pásku poprvé navlékl 19. listopadu 2008, když kapitán Fabio Cannavaro opustil hřiště. Dne 6. června 2009 nastoupil do utkání od 1. minuty jako kapitán při přátelském utkání proti Severním Irsku (3:0). Posledním turnajem bylo nepovedené MS 2010, které skončilo již ve skupině. Poslední utkání si zahrál 24. června na MS 2010 proti Slovensku (2:3) .

## Trenérská kariéra
V letech 2012–2013 působil jako hrající trenér ve švýcarském klubu FC Sion. Od února 2013 byl hlavním koučem. Po sezóně se stal hlavním trenérem italského celku Palermo, avšak po špatném vstupu týmu do sezóny byl odvolán. V červnu 2014 podepsal dvouletou trenérskou smlouvu s řeckým OFI Kréta, kde však v roce 2015 skončil a stal se trenérem AC Pisa 1909, se kterým v roce 2017 sestoupil ze Serie B, a však paradoxně v sestupovém ročníku 2016/2017 byla Pisa tým s 2.nejnižším počtem obdržených gólů v soutěži.
V roce 2017 převzal nejprve Primaveru AC Milán, a po odvolání trenéra Montelli se stal v prosinci roku 2017 trenérem A teamu AC Milán . V klubu Rossoneri vydržel rok a půl když po sezoně 2018/19 se rozhodl rezignovat .
Dne 11. prosince 2019 přebírá po Ancelottim italský klub SSC Neapol .

## Statistika

### Klubová
| Sezóna            | Klub              | Liga                 | Liga   | Liga | Ligové poháry | Ligové poháry | Ligové poháry | Kontinentální poháry | Kontinentální poháry | Kontinentální poháry | Celkem | Celkem |
| Sezóna            | Klub              | Soutěž               | Zápasy | Góly | Soutěž        | Zápasy        | Góly          | Soutěž               | Zápasy               | Góly                 | Zápasy | Góly   |
| ----------------- | ----------------- | -------------------- | ------ | ---- | ------------- | ------------- | ------------- | -------------------- | -------------------- | -------------------- | ------ | ------ |
| 1995/96           | Perugia           | Serie B              | 2      | 0    | IP            | 0             | 0             | –                    | 0                    | 0                    | 2      | 0      |
| 1996/97           | Perugia           | Serie A              | 8      | 0    | IP            | 0             | 0             | –                    | 0                    | 0                    | 8      | 0      |
| Celkem za Perugii | Celkem za Perugii | Celkem za Perugii    | 10     | 0    | -             | 0             | 0             | -                    | 0                    | 0                    | 10     | 0      |
| 1997/98           | Rangers           | Scottish Premiership | 29     | 3    | SP+SLP        | 6+3           | 0+0           | PU                   | 2                    | 1                    | 40     | 4      |
| 1998              | Rangers           | Scottish Premiership | 5      | 0    | SLP           | 1             | 0             | PU                   | 5                    | 1                    | 11     | 1      |
| Celkem za Rangers | Celkem za Rangers | Celkem za Rangers    | 34     | 3    | -             | 10            | 0             | -                    | 7                    | 2                    | 51     | 5      |
| 1998/99           | Salernitana       | Serie A              | 25     | 0    | IP            | 0             | 0             | –                    | 0                    | 0                    | 25     | 0      |
| 1999/00           | Milán             | Serie A              | 22     | 1    | IP            | 1             | 0             | LM                   | 5                    | 0                    | 28     | 1      |
| 2000/01           | Milán             | Serie A              | 27     | 0    | IP            | 2             | 0             | LM                   | 10                   | 0                    | 36     | 0      |
| 2001/02           | Milán             | Serie A              | 32     | 0    | IP            | 5             | 0             | PU                   | 10                   | 0                    | 47     | 0      |
| 2002/03           | Milán             | Serie A              | 25     | 0    | IP            | 3             | 0             | LM                   | 14                   | 0                    | 42     | 0      |
| 2003/04           | Milán             | Serie A              | 33     | 1    | IP+IS         | 2+1           | 0             | LM+ES+IP             | 8+1+1                | 1+0+0                | 45     | 2      |
| 2004/05           | Milán             | Serie A              | 32     | 0    | IP+IS         | 2+1           | 0             | LM                   | 11                   | 0                    | 46     | 0      |
| 2005/06           | Milán             | Serie A              | 35     | 3    | IP            | 3             | 0             | LM                   | 11                   | 0                    | 49     | 3      |
| 2006/07           | Milán             | Serie A              | 30     | 1    | IP            | 4             | 0             | LM                   | 13                   | 0                    | 47     | 1      |
| 2007/08           | Milán             | Serie A              | 31     | 1    | IP            | 1             | 0             | LM+ES+MSk            | 9+1+2                | 0                    | 43     | 1      |
| 2008/09           | Milán             | Serie A              | 12     | 0    | IP            | 0             | 0             | PU                   | 4                    | 1                    | 16     | 1      |
| 2009/10           | Milán             | Serie A              | 22     | 0    | IP            | 1             | 0             | LM                   | 1                    | 0                    | 24     | 0      |
| 2010/11           | Milán             | Serie A              | 31     | 2    | IP            | 2             | 0             | LM                   | 5                    | 0                    | 38     | 2      |
| 2011/12           | Milán             | Serie A              | 6      | 0    | IP+IS         | 0+1           | 0             | LM                   | 0                    | 0                    | 7      | 0      |
| Celkem za Milán   | Celkem za Milán   | Celkem za Milán      | 335    | 9    | -             | 29            | 0             | -                    | 104                  | 2                    | 468    | 11     |
| 2012/13           | Sion              | Super League         | 27     | 1    | ŠP            | 5             | 0             | –                    | 0                    | 0                    | 32     | 1      |
| Celkově           | Celkově           | Celkově              | 431    | 13   | –             | 44            | 0             | –                    | 111                  | 4                    | 586    | 17     |

### Reprezentační

#### Statistika na velkých turnajích
| Reprezentace | Rok     | Zápasy             | Zápasy | Zápasy      | Zápasy           | Zápasy           | Zápasy            |
| Reprezentace | Rok     | Fáze turnaje       | Datum  | Soupeř      | Odehraných minut | Vstřelené branky | Výsledek          |
| ------------ | ------- | ------------------ | ------ | ----------- | ---------------- | ---------------- | ----------------- |
| Itálie       | OH 2000 | 1 zápas ve skupině | 13. 9. | Austrálie   | 90               | 0                | 1:0               |
| Itálie       | OH 2000 | 2 zápas ve skupině | 16. 9. | Honduras    | 90               | 1                | 3:1               |
| Itálie       | OH 2000 | 3 zápas ve skupině | 19. 9. | Nigérie     | 0                | 0                | 1:1               |
| Itálie       | OH 2000 | Čtvrtfinále        | 23. 9. | Španělsko   | 90               | 0                | 0:1               |
| Itálie       | MS 2002 | 1 zápas ve skupině | 3. 6.  | Ekvádor     | 21               | 0                | 2:0               |
| Itálie       | MS 2002 | Osmifinále         | 18. 6. | Jižní Korea | 59               | 0                | 1:2 v (prodl.)    |
| Itálie       | ME 2004 | 1 zápas ve skupině | 14. 6. | Dánsko      | 33               | 0                | 0:0               |
| Itálie       | ME 2004 | 2 zápas ve skupině | 18. 6. | Švédsko     | 76               | 0                | 1:1               |
| Itálie       | MS 2006 | 2 zápas ve skupině | 17. 6. | USA         | 55               | 0                | 1:1               |
| Itálie       | MS 2006 | 3 zápas ve skupině | 22. 6. | Česko       | 90               | 0                | 2:0               |
| Itálie       | MS 2006 | Osmifinále         | 26. 6. | Austrálie   | 90               | 0                | 1:0               |
| Itálie       | MS 2006 | Čtvrtfinále        | 30. 6. | Ukrajina    | 77               | 0                | 3:0               |
| Itálie       | MS 2006 | Semifinále         | 4. 7.  | Německo     | 120              | 0                | 2:0 v (prodl.)    |
| Itálie       | MS 2006 | Finále             | 9. 7.  | Francie     | 120              | 0                | 1:1 (6:5 na pen.) |
| Itálie       | ME 2008 | 1 zápas ve skupině | 9. 6.  | Nizozemí    | 90               | 0                | 0:3               |
| Itálie       | ME 2008 | 3 zápas ve skupině | 17. 6. | Francie     | 82               | 0                | 2:0               |
| Itálie       | MS 2010 | 3 zápas ve skupině | 24. 6. | Slovensko   | 45               | 0                | 2:3               |

### Trenérská
| Sezóna           | Klub                | Liga                 | Liga   | Liga  | Liga   | Liga   | Liga                               | Národní poháry | Národní poháry | Národní poháry | Národní poháry | Národní poháry | Národní poháry   | Kontinentální poháry | Kontinentální poháry | Kontinentální poháry | Kontinentální poháry | Kontinentální poháry | Kontinentální poháry | Celkem | Celkem | Celkem | Celkem |
| Sezóna           | Klub                | Soutěž               | Zápasy | Výhry | Remízy | Prohry | Umístění                           | Soutěž         | Zápasy         | Výhry          | Remízy         | Prohry         | Úspěch           | Soutěž               | Zápasy               | Výhry                | Remízy               | Prohry               | Úspěch               | Zápasy | Výhry  | Remízy | Prohry |
| ---------------- | ------------------- | -------------------- | ------ | ----- | ------ | ------ | ---------------------------------- | -------------- | -------------- | -------------- | -------------- | -------------- | ---------------- | -------------------- | -------------------- | -------------------- | -------------------- | -------------------- | -------------------- | ------ | ------ | ------ | ------ |
| 2012/13          | Sion                | Super League         | 3      | 0     | 1      | 2      | nastoupil v úno., propuštěn v kvě. | ŠP             | 1              | 1              | 0              | 0              | semifinále       | –                    | 0                    | 0                    | 0                    | 0                    | –                    | 4      | 1      | 1      | 2      |
| 2013/14          | Palermo             | Serie B              | 6      | 2     | 1      | 3      | propuštěn v zář.                   | IP             | 2              | 1              | 0              | 1              | –                | –                    | 0                    | 0                    | 0                    | 0                    | –                    | 8      | 3      | 1      | 4      |
| 2014/15          | OFI Kréta           | Řecká Superliga      | 15     | 4     | 2      | 9      | propuštěn v pro.                   | ŘP             | 2              | 1              | 1              | 0              | –                | –                    | 0                    | 0                    | 0                    | 0                    | –                    | 17     | 5      | 3      | 9      |
| 2015/16          | Pisa                | Lega Pro 1 Divisione | 39     | 20    | 14     | 5      | 2. místo (postup)                  | IP             | 2              | 1              | 0              | 1              | –                | –                    | 0                    | 0                    | 0                    | 0                    | –                    | 41     | 21     | 14     | 6      |
| 2016/17          | Pisa                | Serie B              | 42     | 6     | 21     | 15     | 22. místo (sestup)                 | IP             | 3              | 1              | 1              | 1              | –                | –                    | 0                    | 0                    | 0                    | 0                    | –                    | 45     | 7      | 22     | 16     |
| Celkem za Pisu   | Celkem za Pisu      | Celkem za Pisu       | 81     | 26    | 35     | 20     | -                                  | -              | 3              | 1              | 0              | 2              | -                | -                    | 0                    | 0                    | 0                    | 0                    | -                    | 84     | 27     | 35     | 22     |
| 2017/18          | Milán               | Serie A              | 24     | 12    | 8      | 4      | nastoupil v lis.6. místo           | IP             | 5              | 2              | 2              | 1              | Stříbrná medaile | EL                   | 5                    | 2                    | 0                    | 3                    | osmifinále           | 34     | 16     | 10     | 8      |
| 2018/19          | Milán               | Serie A              | 38     | 19    | 11     | 8      | 5. místo                           | IP+IS          | 4+1            | 2+0            | 1+0            | 1+1            | semifinále       | EL                   | 6                    | 3                    | 1                    | 2                    | zákl. skupina        | 49     | 24     | 13     | 12     |
| Celkem za Milán  | Celkem za Milán     | Celkem za Milán      | 62     | 31    | 19     | 12     | -                                  | -              | 10             | 4              | 3              | 3              | -                | -                    | 11                   | 5                    | 1                    | 5                    | -                    | 83     | 40     | 23     | 20     |
| 2019/20          | Neapol              | Serie A              | 23     | 13    | 2      | 8      | nastoupil v pro., 7. místo         | IP             | 5              | 3              | 2              | 0              | Zlatá medaile    | LM                   | 0                    | 0                    | 0                    | 0                    | –                    | 30     | 16     | 5      | 9      |
| 2020/21          | Neapol              | Serie A              | 38     | 24    | 5      | 9      | 5. místo                           | IP+IS          | 4+1            | 2              | 1              | 1+1            | semifinále       | EL                   | 8                    | 4                    | 2                    | 2                    | Šestnáctifinále      | 51     | 30     | 8      | 13     |
| Celkem za Neapol | Celkem za Neapol    | Celkem za Neapol     | 61     | 37    | 7      | 17     | -                                  | -              | 10             | 5              | 3              | 2              | -                | -                    | 10                   | 4                    | 3                    | 3                    | -                    | 81     | 46     | 13     | 22     |
| 2022/23          | Valencia            | Primera División     | 18     | 5     | 5      | 8      | propuštěn v led.                   | ŠP+ŠS          | 3+1            | 2+0            | 0+1            | 1+0            | -                | –                    | 0                    | 0                    | 0                    | 0                    | –                    | 22     | 7      | 6      | 9      |
| 2023/24          | Olympique Marseille | Ligue 1              | 16     | 5     | 6      | 5      | nastoupil v září propuštěn v úno.  | FP             | 2              | 1              | 1              | 0              | -                | EL                   | 6                    | 3                    | 2                    | 1                    | –                    | 24     | 9      | 9      | 6      |
| 2024/25          | Hajduk Split        | HNL                  | ?      | ?     | ?      | ?      | ?                                  | ChP            | ?              | ?              | ?              | ?              | ?                | EKL                  | 4                    | 1                    | 2                    | 1                    | –                    | 4+     | 1+     | 2+     | 1+     |
| Celkově          | Celkově             | Celkově              | 269    | 112   | 79     | 78     | –                                  | –              | 37             | 17             | 9              | 11             | –                | –                    | 27                   | 12                   | 6                    | 9                    | –                    | 333    | 141    | 94     | 98     |

## Úspěchy

### Hráčské

#### Klubové

##### Národní
- vítěz italské ligy (2x)

Milán: 2003/04, 2010/11
- vítěz italského poháru (1x)

Milán: 2002/03
- vítěz italského superpoháru (2x)

Milán: 2004, 2011

##### Kontinentální
- vítěz Ligy mistrů UEFA (2x)

Milán: 2002/03, 2006/07
- vítěz Superpoháru UEFA (2x)

Milán: 2003, 2007
- vítěz Mistrovství světa ve fotbale klubů (x)

Milán: 2007

#### Reprezentační
- 3× na MS (2002, 2006 – zlato, 2010)
- 2× na ME (2004, 2008)
- 1× na ME 21 (2000 – zlato)
- 1× na OH (2000)
- 1× na Konfederačním poháru (2009)

### Individuální
- All Stars Team MS (2006)

### Trenérské
- vítěz italského poháru (1x)

Neapol: 2019/20

### Vyznamenání
Zlatý límec pro sportovní zásluhy (23.10. 2006)
 Řád zásluh o Italskou republiku (12.12. 2006) z podnětu prezidenta Itálie 